# Касеренги
Касеренги (порт. Casserengue) — муниципалитет в Бразилии, входит в штат Параиба. Составная часть мезорегиона Сельскохозяйственный район штата Параиба. Входит в экономико-статистический микрорегион Куриматау-Ориентал. Население составляет 7438 человек на 2007 год. Занимает площадь 201,379 км². Плотность населения — 36,4 чел./км².

## История
Город основан 29 апреля 1995 года. 

## Статистика
- Валовой внутренний продукт на 2003 год составляет 14 837 967,00 реалов (данные: Бразильский институт географии и статистики).
- Валовой внутренний продукт на душу населения на 2003 год составляет 2126,70 реалов (данные: Бразильский институт географии и статистики).
- Индекс развития человеческого потенциала на 2000 год составляет 0,513 (данные: Программа развития ООН).